# Utricularia capilliflora
Utricularia capilliflora este o specie de plante carnivore din genul Utricularia, familia Lentibulariaceae, ordinul Lamiales, descrisă de Ferdinand von Mueller. Conform Catalogue of Life specia Utricularia capilliflora nu are subspecii cunoscute.